# Dézaley grand cru
Le Dézaley Grand Cru est un vin de Lavaux, région viticole du canton de Vaud en Suisse, au bord du lac Léman. 
Il est protégé par une appellation d'origine contrôlée, et complété par la mention grand cru.

## Histoire
Ce terroir est cédé par l'évêque de Lausanne en 1141 aux moines cisterciens de Hautcrêt pour sa partie ouest, en 1142 à ceux de Montheron pour sa partie est. Ces terrains, antérieurement incultes, sont défrichés par les moines qui y plantent des vignes. Ils en sont propriétaires jusqu'en 1536,.

## Étymologie
Pour l'origine de ce toponyme, plusieurs écoles s'affrontent.
Une première avance que Dézaley proviendrait de dahsa-legia, (dahs =  blaireau dans l'ancien haut allemand et legia = lieu en bas latin), thèse de Jaccard et Perrenot qui pensent à une forêt peuplée de blaireaux. Hypothèse réfutée par Bossard et Pégorier  qui optent pour un toponyme régional suisse dezaley, désignant une terre inculte ou une friche. Ce qui est plus assuré sont les variations à travers les siècles puisqu'on trouve Daisiloi (1137), Dasalay (1154), Daseluy (1184), Desaley (1383) et Désaley (1860).
Une autre interprétation évoque une pente escarpée recouverte de petits conifères et en particulier de sapins, comme le suggère l'étymon reconstruit (base *DASIU "branche de sapin" combinée à la fois avec le suffixe diminutif -ELLU et avec le suffixe collectif -ETU, avec le sens global de "lieu planté de petits sapins").

## Situation géographique

### Orographie

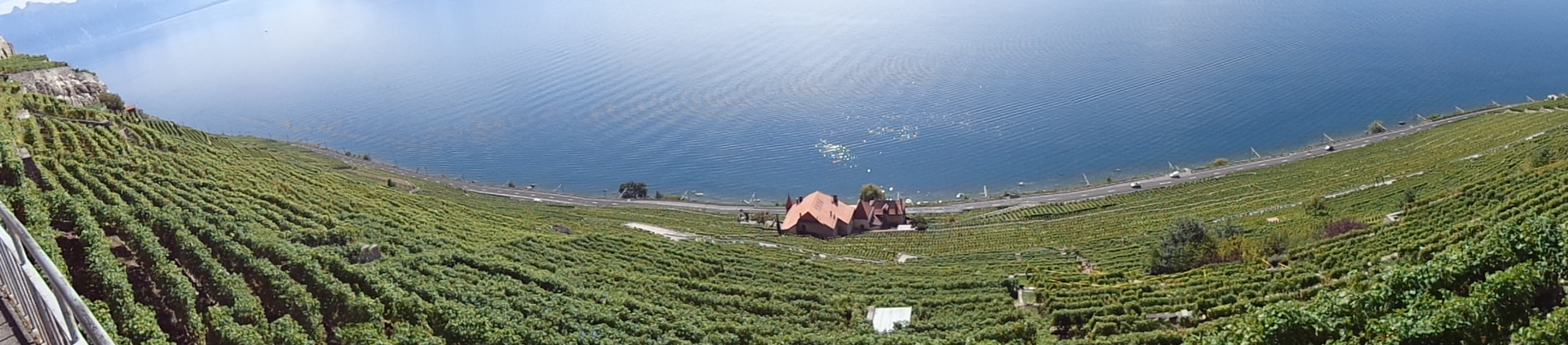
Vue panoramique du vignoble de Dézaley

Ce vignoble de la région vaudoise, entre Lausanne et Montreux, fait partie avec le Calamin des deux appellations les plus prestigieuses du canton. Il est accroché sur des terrasses à pente abrupte, façonnées par l'homme, qui descendent jusqu'au lac Léman. Les vignes y reçoivent trois soleils : « celui du ciel, celui des murs et celui de la réverbération du lac ». Les raisins qui y mûrissent sont plus structurés et plus riches en sucre.

### Géologie
Le terroir viticole de Dézaley a été structuré par les extensions et les reculs du glacier du Rhône au cours du dernier million d’années. Lors du creusement du lac Léman, une intense érosion a raboté ses rives. Après la dernière glaciation du Würm, la moraine glaciaire restée sur place, entre les bancs de poudingue, s'est transformée en un substrat argilo-calcaire qui donne leur typicité aux vins du Dézaley,.

### Climat
Le maximum des températures est atteint au cours des mois de juin, juillet et août, les minima en décembre, janvier et février.
| Mois                              | jan. | fév. | mars | avril | mai  | juin | jui. | août | sep. | oct. | nov. | déc. |
| --------------------------------- | ---- | ---- | ---- | ----- | ---- | ---- | ---- | ---- | ---- | ---- | ---- | ---- |
| Température minimale moyenne (°C) | −2,3 | −1,2 | 0,3  | 3,5   | 7,1  | 10,3 | 11,6 | 11,3 | 9    | 5,4  | 1,8  | −1,1 |
| Température maximale moyenne (°C) | 3,5  | 5,3  | 9,2  | 13,5  | 17,6 | 21,8 | 24,6 | 23,7 | 20,3 | 13,9 | 8    | 4,2  |

Outre les trois soleils qui rôtissent le raisin, un micro-climat nocturne influence le vignoble. C'est la bise du Dézaley, un vent froid et sec, qui ralentit la maturation permettant au raisin de développer des arômes complexes.

## Vignoble

### Présentation
Le vignoble est entièrement situé sur la commune de Puidoux.

### Encépagement
Le chasselas y est le cépage roi avec près de 90 % des vignes. Plusieurs cépages de rouge sont plantés en treilles le long des nombreux murs que compte le Dézaley.

### Méthodes culturales et réglementaires
L'obtention de la mention grand cru est liée au terroir ou à la commune dont est issue la vendange. Ce nom doit être mentionné sur l'étiquette. Pour le Dézaley Grand Cru, toutes les vendanges mises en œuvre doivent respecter les teneurs en sucre fixées à l’article 18 du règlement sur les vins vaudois (RVV) du 27 mai 2009 (état au 01.07.2013).
Le Dézaley Grand Cru ne peut être coupé. La mention du millésime est obligatoire. De plus, il est obligatoire que cette récolte provienne à 100 % de ce terroir. 
La densité de plantation oscille entre 9 000 et 12 000 pieds à l'hectare. La majorité des implantations du vignoble sur des terrasses (parchets) ne permet aucune mécanisation des travaux viticoles. Certains plants sont conduits en espaliers (treilles) contre les murs de soutènement. 

### Vinification et élevage
Dans la vinification en blanc la fermentation se déroule en dehors de tout contact avec les parties solides de la vendange (pépins, peaux du raisin, rafles). Le but de cette vinification est de faire ressortir le maximum des arômes contenus d'abord dans le raisin, ensuite en cours de fermentation, enfin lors du vieillissement. 
L'extraction du jus et sa séparation des parties solides peuvent être précédés par un éraflage, un foulage et un égouttage, pour passer ensuite au pressurage. Mais ces phases sont évitées par nombre de vinificateurs pour éviter l'augmentation des bourbes. Le choix se porte sur une extraction progressive du jus puis un débourbage qui permet d'éliminer toute particule en suspension. La maîtrise des températures s'impose lors de la fermentation alcoolique. Elle se déroule entre 18 et 20 °C et dure entre 8 et 30 jours selon le type de vin désiré.

### Terroir et vins
Le vin de ce grand cru est caractérisé par ses notes brûlées, fumées, ainsi que par ses arômes d'amandes, de miel et de caramel où percent des senteurs de fleurs et de fruits. Outre son sol argilo-calcaire, il doit son potentiel aromatique tant à l'inclinaison de son coteau qu'au lac et aux murs de soutènement de ses chailles qui amplifient les effets du soleil. Ce qui permet au chasselas de trouver au Dézaley les conditions optimales pour fournir un grand vin ample, charpenté, généreux et apte au vieillissement.

### Structure des exploitations
Ce terroir viticole de 53,6 hectares est partagé entre 133 propriétaires dont 60 vignerons-encaveurs et négociants.

### Type de vins et gastronomie
Ce vin peut se prendre en apéritif et continuer à être servi avec les hors-d'œuvre. Il se marie traditionnellement avec des viandes blanches dont l'agneau, le veau et singulièrement avec un émincé de veau à la zurichoise, les poissons d'eau douce, les filets ou les terrines de poissons, les fromages, ainsi que les préparations culinaires à base de fromage (raclette et fondue).

### Liste des principaux producteurs
| Commune        | Cave |
| -------------- | --- |
| Chardonne      | Neyroud-Fonjallaz] |
| Épesses        | Xavier Fonjallaz, Fonjallaz SA, Blaise Duboux, Luc Massy, Alexandre Duboux, Dubois Fils, Gaillard & Fils SA, Cave À la Cornalle           |
| Puidoux        | Arc-en-Vins SA - Raymond & Sébastien Chappuis, Les Frères Dubois SA, Cave de la Boissière Jacques-Henri Chappuis                          |
| Riex           | Marc-Henri Duboux |
| Le Treytorrens | Sébastien et Esther Butticaz, Domaine de la Chenalettaz                                                                                   |
| Vevey          | Cave Albert Mayor |
| Chexbres       | Raymond Chappuis, Les Fils Rogivue, Constant Jomini, Daniel Chappuis et fils, Domaine Bovy, Cave Champs de Clos                           |
| Rivaz          | Au Vieux Pressoir, Domaine de Déserts, Cave P-A Chevalley, Éric et Eddy Siegenthaler-Dupré, Marc-Henri Leyvraz, Alexandre Chappuis & Fils |
| Lutry          | J. & M. Dizerens SA |

## Distinctions
Le vignoble du Dézaley fait partie des vignobles en terrasses classés par l'UNESCO au patrimoine mondial de l'humanité. Ses paysages viticoles sont représentés sur les billets de 200 francs suisses jusqu'au 22 août 2018.